# Kolk (werktuig)

Voorstelling van een kolk

Een kolk is een glasgeblazen vorm die eruitziet als een zeer kleine waldhoorn, die gebruikt werd om organismen of vissen te vangen in kweekbakken.
Men hield dan aan het kokergedeelte de duim op de opening, deed dan de kolk te water en zorgde ervoor dat er geen water in kon komen vanwege de lucht die zich in de kolk bevond zodat deze werd opgesloten. Kwamen dan in het bereik van de kolk organismen of vissen dan liet men de lucht bij de duim ontsnappen en daardoor werden de beoogde diersoorten vanzelf in de kolk gezogen waardoor men die zo uit het water konnen kolken.
Alleen glazen kolken werden niet opgemerkt door waterdieren, plastic kolken wel.